# Mycena crocata
Mycena crocata é uma espécie de cogumelo da família Mycenaceae. É encontrado na Europa.